# Malkica Dugeč
Malkica Dugeč (Zavidovići, BiH, 3. lipnja 1936.), hrvatska je književnica i kulturna djelatnica iz BiH. Djelovala u Hrvatskoj i nakon odlaska u Njemačku u emigraciju, te nakon povratka u domovinu. Piše uglavnom pjesme, a objavila je i knjigu proze.

## Životopis
U osnovnu školu polazila je u Sarajevu a srednju školu u Zagrebu, gdje je i maturirala na VII. gimnaziji.
Studirala je u Zagrebu gdje je i diplomirala na Filozofskome fakultetu hrvatski jezik s književnošću i ruski jezik s književnošću.
Nakon studija radila je po Hrvatskoj kao predavačica hrvatskog i ruskog te kao ravnateljica.
Od 1964. do 1972. godine zajedno sa svojim suprugom predavala je na Gimnaziji (poslije:Srednjoškolskom centru) u Donjem Miholjcu. Javno je izrazila potporu svim zahtjevima Deklaracije o položaju i nazivu hrvatskoga književnoga jezika, zbog čega je doživjela osobne napadaje direktora i članova Nastavničkog vijeća Gimnazije. Članicom Matice hrvatske postala je 1970. godine. Od 1970. do 1971. posebice je djelatna u radu Matice hrvatske u Donjem Miholjcu. Članicom Inicijativnog odbora za osnivanje Ogranka MH u Donjem Miholjcu, osnovanog 28.veljače 1971. godine. Prvi predsjednik ogranka bio je prof. Božo Dugeč. S njime je nazočila osnivanju niza ogranaka MH diljem Slavonije. 1970. i 1971. bila je dopisnica je Večernjeg lista zajedno sa suprugom. 1971. godine nakon Titova obračuna s hrvatskim partijskim vodstvom u Karađorđevu, uslijedila su uhićenja hrvatskih intelektualaca i ostalih članova Matice hrvatske. Od prijatelja je doznala da joj suprugu prijeti uhićenje, pa je on emigrirao. Izvršili su im premetačinu stana 11. siječnja 1972. godine. Njoj su oduzeli putovnicu, da bi supruga joj navukli na povratak pa bi ga lako uhitili. Nakon što je doznala za prijetnje da će i protiv nje biti pokrenut kazneni 
postupak, te čestih telefonskih prijetnja nepznatih osoba smrću, potajice je napustila Hrvatsku 20. svibnja 1972. te se pridružila suprugu u Njemačkoj koji je, premda intelektualac, radio teške fizičke poslove. I Malkica je isto morala. Suprug je radio u kalionici čelika, a ona kao fizička radnica u trgovini tekstila.
1975. godine dobila je azil u SR Njemačkoj. 
Od 1978. godine članica je Hrvatske republikanske stranke. Kao njezina predstavnica tri puta ušla je u Sabor Hrvatskoga narodnoga vijeća.
Od iste godine je sa suprugom Božom Dugečem predstavljala list Republika Hrvatska Od 1978. godine bila je predstavljena na Međunarodnome sajmu knjiga u Frankfurtu. Organizirala je nastupe hrvatskih emigrantskih pisaca "Riječ iseljene Hrvatske".
Pisala je i za listove, koje su u ono vrijeme bile smatrane "neprijateljskim tiskom", Republici Hrvatskoj, Hrvatskoj reviji, Rakovici, i Hrvatskoj budućnosti. 
Danas živi u Njemačkoj, u Stuttgartu. Piše za nekoliko hrvatskih listova, među ostalima i za Hrvatsko slovo.
Članica je DHK i DHK HB i Njemačkog društva za kroatistiku.

## Književno stvaralaštvo
Svojim djelima stekla je mjesto u antologiji 45 hrvatskih emigrantskih pisaca  Šimuna Šite Ćorića, Cvrčak u boriku Ante Selaka, Dunav u hrvatskom pjesništvu od srednjovjekovlja do danas Dubravka Horvatića i Stjepana Sučića, antologiji duhovnog pjesništva 'Krist u hrvatskom pjesništvu: od Jurja Šižgorića do naših dana  u izboru Vladimira Lončarevića i inima.
Djela su joj prevedena na strane jezike. Neke od njenih knjiga ilustrirao je poznati hrvatski ilustrator Ivan Antolčić.

## Djela
- Crveni biseri, 1960.
- Zemlja moja nebo moje, 1984.
- Stoppt den Krieg in Kroatien, 1991.
- Neobična žena u neobičnu vremenu: uz "Pjesme" Vere Korsky, 1994.
- Kriška dobrote, 1994.
- Sve dalje od sebe, 1996.
- S Hrvatskom u sebi, 1998.
- Kroz pukotinu neba, 1999.
- Žudnja za smijehom, 2000.
- Zipka, 2001.
- Domaće zadaće, 2001.
- Buntovni sanjar: (tragom političkih poruka prof. Vjenceslava Čižeka), 2001.
- O kamenu poj, 2002.
- Drhtaji ptica, 2004.
- Pjesme, 2004.
- Blatne kaljače; Nedovršena oprava; Neka mi ne klecnu koljena; Pred Gospodom, 2006.
- Hrvatska se u riječ unjedrila, 2006.
- Moć svjetla, 2006.
- U riječ unjedrena, 2007.
- Tragovima bezdomnosti, 2008.
- I cvijet može zaplakati, 2009.
- Vjenceslav Čižek, 2019. (suautor Josip Pečarić)

## Nagrade
- 2005.: 3. nagrada Dubravko Horvatić za poeziju, za ciklus pjesama Sebe ne vidiš nikada
- 2007.: nagrada "Antun Branko Šimić", knjigu pjesama U riječ unjedrena
- 2014.: nagrada Fra Lucijan Kordić, za zbirku pjesama Žigice vjere